# Liste der denkmalgeschützten Objekte in Strobl
Die Liste der denkmalgeschützten Objekte in Strobl enthält die 5 denkmalgeschützten, unbeweglichen Objekte der Gemeinde Strobl.

## Denkmäler
| Foto |                 | Denkmal                                                                  | Standort                                        | Beschreibung | Metadaten |
| ---- | --------------- | ------------------------------------------------------------------------ | ----------------------------------------------- | --- | --- |
| ja   | Datei hochladen | Ledererschlössl, Lederervilla, Angerhof HERIS-ID: 16830 Objekt-ID: 13098 | Bahnstraße 20 Standort KG: Strobl               | Das zweigeschoßige neobarocke Schlössl mit einer Vorfahrtslaube wurde 1899 erbaut. | BDA-Hist.: Q37832069 Status: Bescheid Stand der BDA-Liste: 2025-06-30 Name: Ledererschlössl, Lederervilla, Angerhof GstNr.: 42/15                      |
| ja   | Datei hochladen | Kath. Pfarrkirche hl. Sigismund HERIS-ID: 16832 Objekt-ID: 13100         | neben Bürglstraße 4 Standort KG: Strobl         | Die Kirche steht im Norden des Ortes nahe dem Seeufer. Die spätbarocke Saalkirche mit einem Südturm ist von einem Friedhof umgeben. | BDA-Hist.: Q2083164 Status: § 2a Stand der BDA-Liste: 2025-06-30 Name: Kath. Pfarrkirche hl. Sigismund GstNr.: 54/1 Pfarrkirche St. Sigismund (Strobl) |
| ja   | Datei hochladen | Villa Deutsch HERIS-ID: 10617 Objekt-ID: 6678                            | Eva-Mazzucco-Straße 7 Standort KG: Strobl       | Die Villa wurde 1906 erbaut und 1923/24 umgebaut und aufgestockt. Sie wird nunmehr als Kulturzentrum genutzt. | BDA-Hist.: Q1206514 Status: Bescheid Stand der BDA-Liste: 2025-06-30 Name: Villa Deutsch GstNr.: 25/3                                                  |
|      | Datei hochladen | Felsbildstation Bärenstein HERIS-ID: 17494 Objekt-ID: 13775              | Bärenstein KG: Weissenbach GstNr.: 312/3        | Bei der Felsbildstation Bärenstein handelt es sich um einen 1980 von Sieglinde Laimer entdeckten Felssturzblock südlich des Sparbers. Die Dokumentation erfolgte 1992 durch Franz Mandl. Der Bärenstein hat seinen Namen nach mehreren Bärenritzzeichnungen sowie einer Braunbärenjagdszene. Daneben gibt es eine Kirchendarstellung und eine stark verwitterte geometrische Darstellung, die von Mandl als hl. Wolfgang interpretiert wird. Mehrere Namenskartuschen, Jahreszahlen im Bereich von 1733 bis 1935 und mehrere religiös-kultische Ritzungen (IHS, INRI), daneben Kreuze, einige Radkreuze, eine kleine bäumchen- und eine blumenartige Darstellung, eine Armbrust und ein Pentagramm. | BDA-Hist.: Q37839852 Status: Bescheid Stand der BDA-Liste: 2025-06-30 Name: Felsbildstation Bärenstein                                                 |
| ja   | Datei hochladen | Schmiedehammer, ehem. Forsthaus HERIS-ID: 16813 Objekt-ID: 13081         | Weißenbachtalstraße 41 Standort KG: Weissenbach | Der zweigeschoßige spätbarocke Bau unter einem Walmdach wurde um 1795 errichtet und diente bis etwa 1830 als Hammerwerk. | BDA-Hist.: Q37831783 Status: Bescheid Stand der BDA-Liste: 2025-06-30 Name: Schmiedehammer, ehem. Forsthaus GstNr.: 240/1                              |

## Ehemalige Denkmäler
| Foto |                 | Denkmal                                                         | Standort                            | Beschreibung | Metadaten |
| ---- | --------------- | --------------------------------------------------------------- | ----------------------------------- | ------------ | --- |
| BW   | Datei hochladen | Bauernhaus, Austragstöckl Fitz am Berg Objekt-ID: 40577bis 2011 | Gschwendt 20 Standort KG: Gschwendt |              | BDA-Hist.: Q106672219 Status: Bescheid Stand der BDA-Liste: 2011-05-30 Name: Bauernhaus, Austragstöckl Fitz am Berg GstNr.: 683 |